# Bookit
Bookit är en programvara för bokning och administration av färjetrafik, utvecklat av Hogia Ferry Systems i Korsholm nära Vasa i Finland.